# توني أندروود
توني أندروود (بالإنجليزية: Tony Underwood)‏ هو لاعب اتحاد الرغبي وطيار ماليزي وبريطاني، ولد في 17 فبراير 1969 في إيبوه في ماليزيا.

## وصلات خارجية
- توني أندروود على موقع دوري الرغبي الممتاز (الإنجليزية)
- توني أندروود عل موقع إسبنسكروم (الإنجليزية)